# Óxido de manganeso(II)
El óxido de manganeso(II) es un compuesto inorgánico cuya fórmula química es MnO. Forma cristales verdes y es inodoro. Es el óxido iónico más simple. Aunque está clasificado como una base muy fuerte, cuando está disuelto no es corrosivo y no ataca la piel.
Se puede encontrar en la naturaleza como el mineral raro manganosita.

## Propiedades químicas

### Basicidad
El anión óxido (O2-) en óxidos de manganeso iónicos tales como el óxido de manganeso(II) puede asimilar un protón por recombinación:
O2- + H+ → HO-
Debido a esta captura de un protón (H+), el óxido de manganeso(II) tiene carácter básico. En solución acuosa, tiene un valor pKb de ~ -38. Una solución saturada tiene un pOH casi neutro, lo que indica que la mayoría de los iones óxido se asocian.
O2 + H2O- es en un equilibrio favorecido con 2 HO-

### Estructura
El MnO tiene  la estructura de sal de roca al igual que el NaCl, donde cationes y aniones son ambos coordinados octaédricamente.  La composición de MnO puede variar, puesto que debajo de 118 K MnO es antiferromagnético. El MnO tiene la distinción de ser uno de los primeros compuestos  en tener su estructura magnética determinada por difracción de neutrones en 1951. Este estudio mostró que los iones Mn2+ forman una centrada en las caras cúbico magnético donde hay hojas ferromagnéticamente acopladas que son anti-paralelas con hojas adyacentes.

### Reacciones químicas
Tras el tratamiento con un ácido estándar,  se obtiene una sal de manganeso y agua. La oxidación de óxido de manganeso(II) da como producto dióxido de manganeso.

## Preparación
El MnO se puede preparar por la reducción de cualquier óxido superior con hidrógeno por ejemplo:
MnO2 + H2 → MnO + H2O
Comercialmente se prepara por reducción de MnO2 con hidrógeno, monóxido de carbono o metano:
MnO2 + CO + CO2 → MnO
Del mismo modo, se puede sintetizar por calentamiento de MnCO3:
MnCO3 → MnO + CO2
Este proceso de calcinación se lleva a cabo anaeróbicamente para evitar la formación de Mn2O3.

## Aplicaciones
Junto con el sulfato de manganeso, el MnO es un componente de aditivos de fertilizantes y productos alimenticios. Miles de toneladas se consumen anualmente con este propósito.
Otros usos incluyen el catalizador en la fabricación de alcohol alílico, cerámicas, pinturas, vidrio coloreado, sebo de blanqueo e impresión textil.